# Ciudad del Fútbol

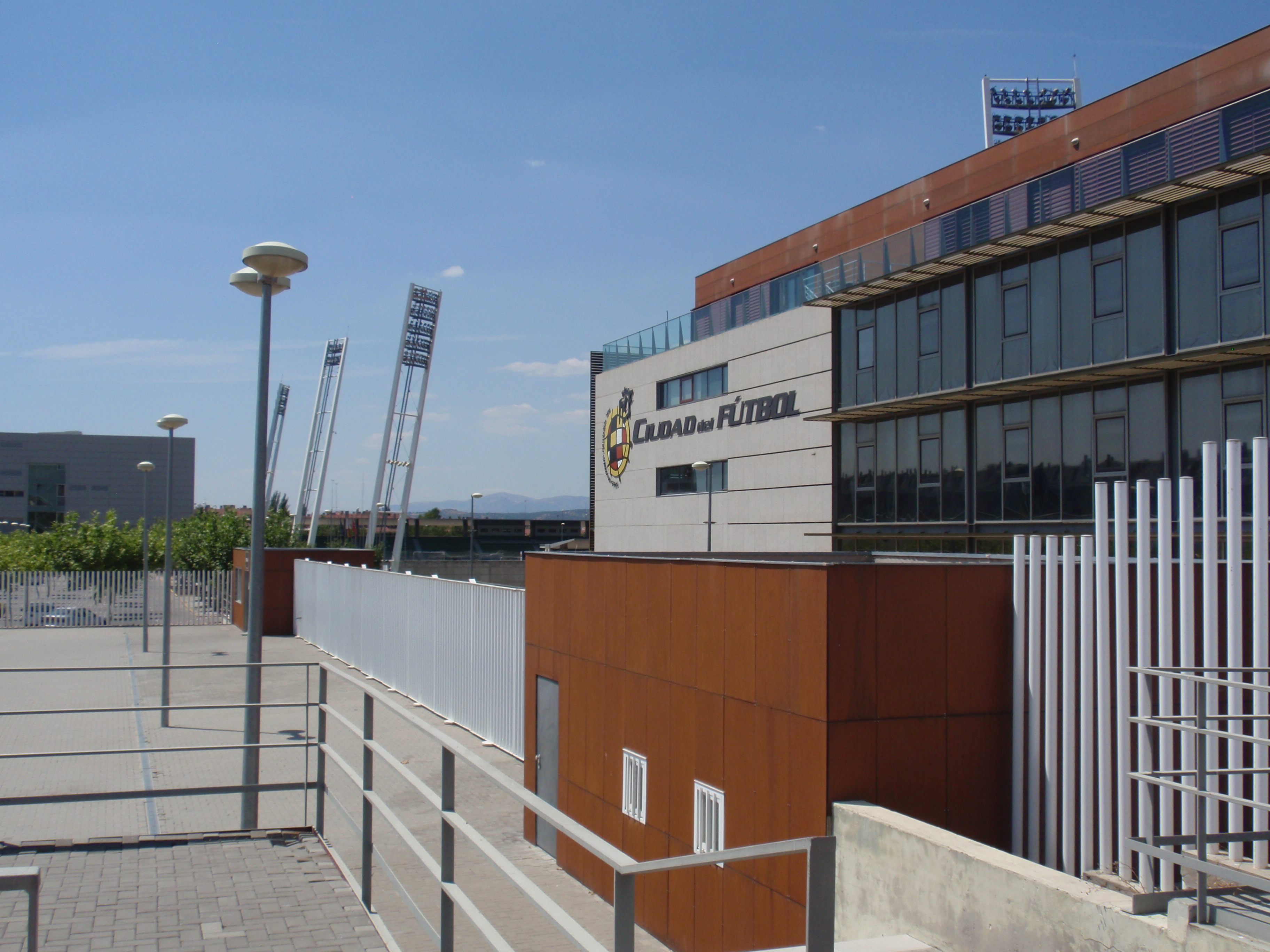
Die Ciudad del Fútbol, Sitz und Trainingsgelände des spanischen Fußballverbandes.

Die Ciudad del Fútbol (spanisch für Fußball-Stadt) ist das im Jahr 2003 eröffnete Trainingsgelände sowie auch der Sitz des Spanischen Fußballverbandes. Sie liegt in der Gemeinde Las Rozas, etwa 24 Kilometer nordwestlich von Madrid. Entworfen wurde die Sportstätte vom Architektenbüro Arquitectos Ayala.

## Aufbau
Auf dem 12 ha großen Areal befindet sich der Hauptsitz des spanischen Verbandes, das Museum der Nationalmannschaft, eine Sporthalle, Wohnheime für Sportler, ein Veranstaltungs- und Konferenzzentrum, ein medizinisches Zentrum sowie fünf Fußballfelder. Die zwei südlich gelegenen Spielstätten, eine mit Naturrasen und achtspuriger Laufbahn und eine mit Kunstrasen als Spielfläche, verfügen über überdachte Tribünen mit einem Fassungsvermögen für jeweils rund 1.400 Zuseher und werden auch für diverse Wettbewerbe verwendet, unter anderem Spiele der Nationalmannschaft der Frauen.

## Lage und öffentliche Verkehrsmittel
Die Ciudad del Fútbol liegt in der Gemeinde Las Rozas auf der Straße Ramón y Cajal. Sie ist mit dem Auto über die Autovía A-6 und die Madrider Ringautobahn M-50 zu erreichen. Nahe der Sportstätte befindet sich die Station Pinar (de las Rozas), wo die Linien C-3, C-8 und C-10 der Cercanías Madrid halten. Darüber hinaus ist die Ciudad del Fútbol über die Buslinien 620, 625, 628, 629 und 685 zu erreichen.